# Премия имени А. А. Андронова
Премия имени А. А. Андронова — премия, присуждаемая раз в три года с 1971 года АН СССР, затем c 1992 года до 2024 года — РАН, за выдающиеся работы в области классической механики и теории управления. Премия названа в честь советского учёного-физика, механика и математика, академика  А. А. Андронова. Премия вручалась 17 раз (7 раз одному лауреату и 10 раз коллективам). Всего лауреатами премии стали 32 ученых.

## Лауреаты премии
- 1971 — Вячеслав Вячеславович Петров — за цикл работ по теории управления и принципам построения нелинейных систем и сервомеханизмов
- 1974 — Анатолий Григорьевич Бутковский — за цикл работ по управлению системами с распределенными параметрами
- 1977 — Михаил Владимирович Мееров — за цикл работ по структурному синтезу систем управления и новым принципам построения многосвязных систем
- 1980 — Николай Николаевич Баутин — за цикл работ на тему «Качественное исследование автономных динамических систем»
- 1983 — Марк Александрович Красносельский и Алексей Вадимович Покровский— за цикл работ по теории систем управления со сложными нелинейными звеньями
- 1986 — Анатолий Аркадьевич Первозванский — за цикл работ «Декомпозиция и агрегирование при управлении большими системами»
- 1989 — Юрий Исаакович Неймарк — за цикл работ «Разработка и приложения метода точечных отображений»
- 1994 — Яков Залманович Цыпкин и Борис Теодорович Поляк — за цикл работ «Робастность в задачах оценивания, оптимизации и устойчивости»
- 1997 — Сергей Владимирович Нестеров и Леонид Денисович Акуленко — за цикл работ «Развитие методов теории нелинейныйх колебаний для систем с распределёнными параметрами»
- 2000 — Станислав Васильевич Емельянов, Сергей Константинович Коровин и Николай Антонович Бобылев — за монографию «Геометрические методы в вариационных задачах»
- 2003 — Дмитрий Владимирович Баландин и Николай Николаевич Болотник — за цикл работ «Оптимальная защита объектов от ударных воздействий»
- 2006 — Анатолий Викторович Ленский, Юрий Григорьевич Мартыненко и Александр Моисеевич Формальский — за цикл работ «Управление неустойчивыми механическими системами»
- 2009 — Александр Константинович Платонов, Владимир Евгеньевич Павловский и Сергей Михайлович Соколов — за цикл работ «Динамика, управление, информационное обеспечение робототехнических и мехатронных систем»
- 2012 — Геннадий Алексеевич Леонов, Владимир Исаакович Некоркин и Владимир Дмитриевич Шалфеев — за цикл работ «Развитие методов синхронизации и анализа периодических и хаотических колебаний в коллективных системах автоматического фазового управления»
- 2015 — Игорь Михайлович Ананьевский, Сергей Александрович Решмин и Феликс Леонидович Черноусько — за цикл работ «Методы управления нелинейными динамическими системами»
- 2018 — Илья Израилевич Блехман, Александр Львович Фрадков — за цикл работ «Синхронизация и управление нелинейными колебаниями»
- 2024 — член-корреспондент РАН Николай Владимирович Кузнецов — за цикл работ «Теория скрытых колебаний и устойчивость систем управления»